# Heinrich II. (Bischof von Havelberg)
Heinrich OPraem († 1290) war von 1271/72 bis 1290 Bischof von Havelberg.

## Leben
Nach dem Ende des Konfliktes der Markgrafen von Brandenburg mit den Fürsten von Werle und dem Magdeburger Erzbischof, der auch Havelberger Besitz schädigte, beendete Heinrich die Grenzstreitigkeiten mit den Fürsten von Werle 1274 durch einen Vertrag.
1275 verlieh Heinrich der bischöflichen Residenz Wittstock Privilegien und übertrug die Pfarrkirche dem Domkapitel. Auf der Generalsynode in Stargard verpflichtete der Bischof 1288 die Pfarrgenossen zur Beteiligung an der Errichtung der Pfarrgebäude. 1287 war Heinrich an der Stiftung des Zisterzienserinnenklosters Heiligengrabe durch die Markgrafen von Brandenburg beteiligt.
Der 1279 bei einem Brand beschädigte Havelberger Dom wurde im gotischen Stil wiederaufgebaut.
Im Auftrag des Papstes erklärte er 1288 die Ehe zwischen Herzog Heinrich IV. von Schlesien und Mechthild von Brandenburg, 1290 die Ehe zwischen Herzog Bogislaw IV. von Pommern und Margarete von Rügen für gültig.
Heinrich wurde letztmals am 26. Februar 1290 erwähnt.